# Demë Ali Pozhari
Demë Ali Pozhari (* 15. April 1905 in Pozhar, Osmanisches Reich, heute Kosovo; † 26. April 1975 in Istanbul, Türkei) war ein jugoslawischer Politiker und Widerstandskämpfer.

## Leben
Demë Ali Pozhari wurde in Pozhar in der Gemeinde Dečani geboren und wuchs in einer albanischstämmigen Familie auf. Zwischen den Jahren 1941 und 1944 war er Mitbegründer und Mitglied einer albanischen Widerstandsbewegung, welche gegen die serbisch-montenegrinischen Tschetniks kämpfte. Von 1942 bis 1944 agierte er als Bürgermeister von Plavë.
Von November 1944 bis Oktober 1948 kämpfte er als Partisan bewaffnet gegen die Sozialistische Föderative Republik Jugoslawien. Danach verließ er die Region und setzte sich aus dem Exil für den Kosovo ein. Er starb in Istanbul.

## Ehrungen
2012 wurde ihm von Präsidentin Atifete Jahjaga postum der „Orden der Freiheit“ verliehen. In der Gemeinde Peć ist heute eine Straße nach ihm benannt. Die Ruine in Pozhar, in der er und seine Familie lebte, wurde 2012 unter temporären Kulturschutz gestellt.